# 桝井論平
桝井 論平（ますい ろんぺい、1939年11月15日 - ）は、日本のアナウンサー（TBS→フリー）、ナレーター。本名、桝井 貞之（ますい さだゆき）。愛称は「ロンペー」。
東京府東京市江戸川区（現：東京都江戸川区）出身。有限会社桝井論平事務所取締役会長。血液型A型。江戸川区立小岩小学校、開成中学校・高等学校を経て学習院大学政経学部卒業。テレビプロデューサー・実業家（桝井論平事務所代表取締役）の桝井あけぼのは長女。

## 人物
1964年4月にTBSにアナウンサー第9期生として入社（同期には石川顯・大沢悠里・小島康臣・平原晋太郎・宇野淑子・高階玲子・二村義子・山田照子・吉野好子）。ラジオ編成局放送実施部（1964年5月）、ラジオ局放送部兼テレビ編成局アナウンス部（1966年1月）、第一制作部兼アナウンサー研修室付（1967年11月）、放送部兼第一制作部兼第二制作部兼アナウンサー研修室付（1969年3月）、ラジオ本部アナウンス室（1970年7月）、報道総局アナウンス部兼ラジオ総局情報制作局ラジオワイド部（1989年1月）、報道総局アナウンス部（1990年2月）、アナウンスセンター（1991年5月）に配属。宇野とTBSラジオで放送された数々のラジオCMで共演する事も多かった。大沢のラジオでの代名詞『お色気大賞』で架空の人物の名前として使われたことがない。
アナウンサーとしてラジオのパーソナリティやテレビのレポーター、舞台中継などで活躍。1970年当時、TBSの人気深夜番組だった「パックインミュージック」に登場し一躍DJとして伝説的な存在となった。
TBSアナウンサー時代の先輩である吉村光夫、榎本勝起にかわいがられ、のちに吉村、榎本が担当していたテレビ番組のナレーター等も数多く担当した。
その後、アナウンスセンターの専任部長として多くのアナウンサーを育成している。
1993年7月、ラジオ営業局営業推進部に異動、TBSハウジングの担当部長となる。1993年8月には企画事業部に異動。1999年11月に定年退職、12月に有限会社桝井論平事務所を立ち上げ、フリーランスに。TBS退職後も3年間TBS会館ハウジング事業室室長を務めた。
報道担当ではなかったため『JNNニュース』などの担当経験はなかった（TBS時代の久米宏・生島ヒロシなども同様）。
2002年、千葉県鎌ケ谷市長選挙に立候補したものの落選。

## 出演番組

### ラジオ
- パックインミュージック（1969年、TBSラジオ）[15][11]
- ゴールデン・パレード（1969年、TBSラジオ）[11]
- 永六輔の土曜ワイドラジオTokyo（1970年、TBSラジオ）[11]
- 東京赤坂歌謡曲（1974年、TBSラジオ）[11]
- 突撃もぐら隊（1976年、TBSラジオ）[11]
- クローズアップにっぽん（1978年、TBSラジオ）[11]
- アクションタイム〜見出しのヒーロー（1981年10月5日 - 1984年9月28日、TBSラジオ） - 第7回アノンシスト賞ラジオ番組部門最優秀賞受賞[15][11]
- スーパーワイドぴいぷる（1985年、TBSラジオ）金曜担当 - 1年通しての担当は彼だけだった[11]。
- ロンペーのときめきランチタイム（1986年、TBSラジオ）[15][11]
- ロンペーのマル得サタデー（1986年、TBSラジオ）[11]
- ロンペーの夜に乾杯！（1989年、TBSラジオ）[11]
- 時遊人倶楽部（1990年、TBSラジオ）[11]
- ロンペーのマイホーム一口メモ（TBSラジオ・TBSハウジング）初代ナレーション
- 久米宏 ラジオなんですけど（TBSラジオ・2018年3月17日、久米宏のピンチヒッター[17]）

### テレビ
- モーニングジャンボ（1971年、TBSテレビ）レポーター[15][11]
- 奥様8時半です（TBSテレビ）レポーター
- ビジネスズームアップ（1988年4月 - 2002年3月31日、TBSテレビ）ナレーター
- まんがはじめて面白塾（1989年、TBSテレビ）ナレーター[15][11]
- クイズ日本昔がおもしろい（1989年4月 - 1991年3月、TBSテレビ）ナレーター
- あした発見（1989年10月2日 - 1991年9月27日、TBSテレビ）ナレーター、タイトルコール
- 東をどり（TBSテレビ）舞台中継
- 駅前図鑑（TBSテレビ）ナレーター
- 粋な下町てれび（J:COMチャンネル）
- ナショナル劇場(TBSテレビ)提供読み

### CM
- TBSハウジング（TBSラジオ）初代ナレーション
- Olympicグループ

## ビブリオグラフィ

### 著書
- ぼくは深夜を解放する!―続・もう一つの別の広場 (1970年、ブロンズ社）
- 上を向いて話そう（2016年、ほんの木）